# Murkens Hof

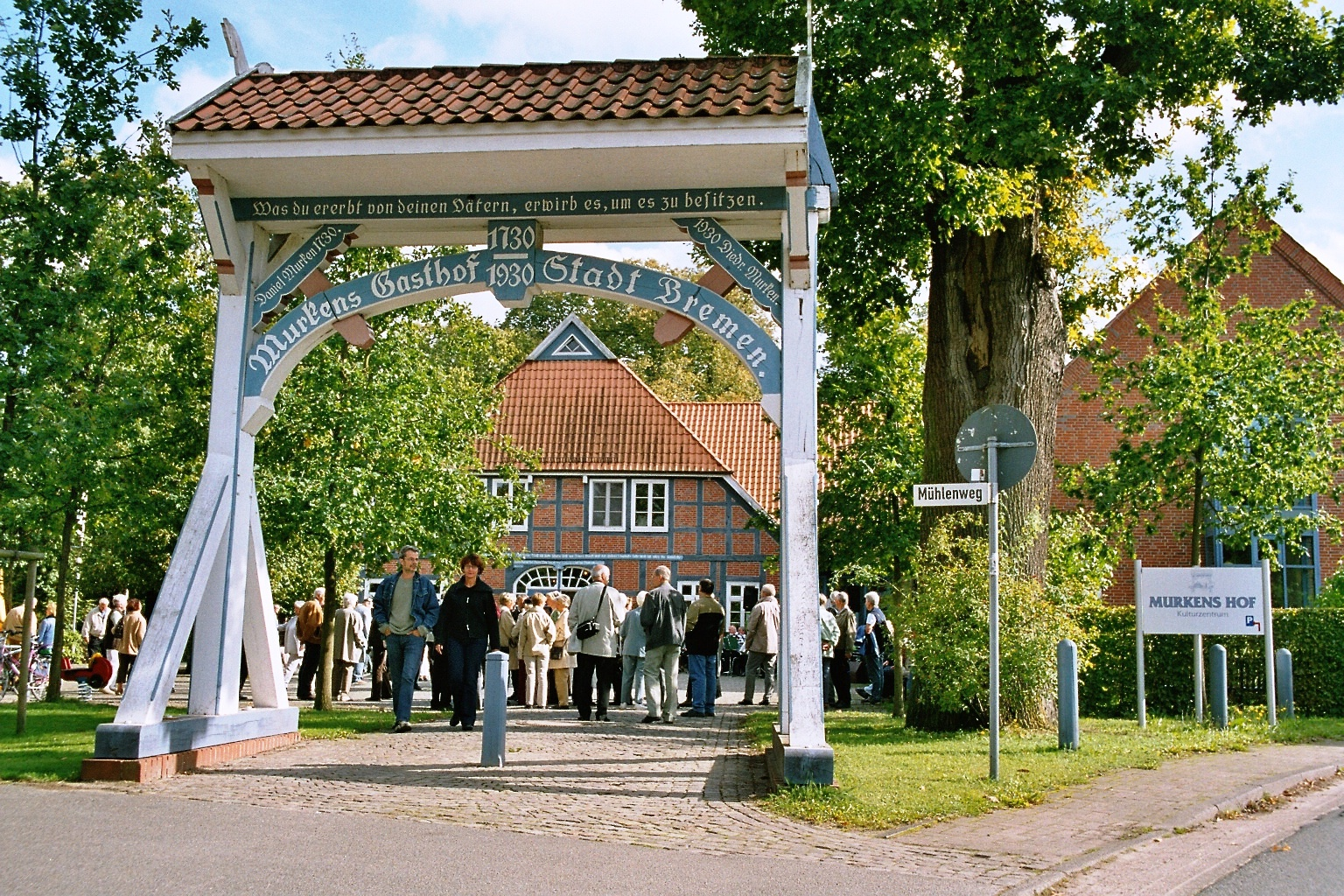
Eingangsbereich

Murkens Hof gehört zusammen mit der alten Klosterkirche St. Marien und dem Amtshaus des Astronomen Johann Hieronymus Schroeter zum historischen Ortskern Lilienthals. Das Gebäude-Ensemble ist die kulturelle Begegnungsstätte in der Gemeinde Lilienthal.

## Geschichte
Die 29-jährige verwitwete Landgräfin Eleonora Chatharina von Hessen-Eschwege – eine Cousine der schwedischen Königin Christine – entdeckte am 24. September 1655  die reizvolle Lage des ehemaligen Äbtissinnenhauses. Ihr Mann Friedrich, Landgraf von Hessen-Eschwege, der als Generalmajor im Dienste des schwedischen Königs Gustav Adolf gestanden hatte, erhielt nach dem Westfälischen Frieden für seine Verdienste von der Königin Christine 1649 das Kloster Osterholz und 1651 das Kloster Lilienthal. Die Gräfin wohnte 15 Jahre in der alten Klosterresidenz, holte schwedische Beamte zur Bewirtschaftung des Klosterbetriebes ins Land, ließ den Fischteich und Wasserspiele, einen Ziergarten und das Butendieker Gehölz anlegen und teilte schließlich den Klosterstaat an siedlungswillige Einwohner auf.
Mit ihrem Rückzug am 1. Januar 1670 nach Osterholz, wo sie am 1. März 1692 starb, bekam ihr Diener Conrad Demme für seine Dienste das Äbtissinnenhaus pachtfrei mit lebenslanger Concession als Krug und Wirtschaft zum Liliendahle zugesprochen, alle anderen Krüger (Gastwirte) Lilienthals hatten ihre Einkäufe bei ihm zu tätigen. Dafür musste er „einige land- und deichpflegerische Aufgaben“ erfüllen.
Kern der Ansiedlung ist ein Zisterzienserinnenkloster Vallis liliorum (Tal der Lilien) Anfang des 13. Jahrhunderts in Northusen zu nennen.
Das Kloster hat dem späteren Dorf seinen Namen gegeben.
Auf dem früheren Klosterareal erinnert noch heute die Klosterkirche St. Marien und das Äbtissinnenhaus.
Der Wirtschaftshof des so genannten Vorwerks mit dem Äbtissinnenhaus lag südöstlich außerhalb des ummauerten Klosterbezirks, jenseits des Wörpegrabens. Trotz des nach dem Westfälischen Frieden einsetzende Zerfalls des Klosters, blieb das Äbtissinnenhaus Sommerresidenz von Landgräfin Eleonore Chatarina von Hessen-Eschwege. Ab 1730 wurde das Haupthaus mit Nebengebäuden durch die Familie Murken, nach der der Hof 1965 umbenannt wurde, als Gasthof geführt.

## Heutige Nutzung
Seit dem August 1993 dient Murkens Hof als Begegnungszentrum der Gemeinde. Es werden dort Tagungen und andere Veranstaltungen, wie Lesungen, Ausstellungen und Konzerte durchgeführt. Gesellschaften und Vereine können die Räumlichkeiten nutzen. Murkens Hof beherbergt das kommunale Kino des Ortes, die Volkshochschule und die Gemeindebibliothek.